# L'Homme qui a sauvé Londres
L'Homme qui a sauvé Londres est un téléfilm du réalisateur français Jean L'Hôte, produit par l'ORTF et diffusé en 1972. Il est inspiré du livre The man who saved London, de l'historien britannique George Martelli, paru en 1960. Il a été tourné à Cusey dans la Haute-Marne et dans le Doubs.

## Synopsis
Le téléfilm retrace l'histoire vraie de Michel Hollard, résistant français fondateur du réseau AGIR, pendant la Seconde Guerre mondiale. Il est le premier, en octobre 1943, à informer le MI6, via la Suisse, des travaux effectués par les Allemands en Normandie : il s'agit de rampes de lancement de fusées V1 dirigées vers Londres. Michel Hollard traversera clandestinement la frontière à 98 reprises près de Grand'Combe-Châteleu (Doubs), pour fournir des renseignements à l'ambassade de Grande-Bretagne à Berne.

## Distribution
- Marcel Cuvelier : Michel Hollard
- Van Doude
- Marius Laurey
- Claude Legros
- Alan Rossett